# Knojern
Knojern er et håndvåben, der typisk er fremstillet af metal, og som er formet så det passer rundt om knoerne på hånden. Det er udformet til at koncentrere kraften i et slag gennem et mindre og hårdere kontaktpunkt, for derved at øge skaden på den legemsdel der bliver ramt, f.eks. ansigtet. Derudover kan et knojern bevirke at et slag bliver hårdere end normalt, fordi det mindsker den underbevidste frygt for at skade hænderne når man slår.

## Lovlighed i Danmark
I Danmark er det ligesom i mange andre lande hverken lovligt at besidde eller bruge et knojern medmindre man har en våbentilladelse. De relevante paragraffer står i Våbenloven og i Våbenbekendtgørelsen.

### Våbenloven
§4, styk 2.
Det er forbudt uden tilladelse fra justitsministeren eller den, ministeren bemyndiger dertil, at erhverve, besidde, bære eller anvende slag- eller stødvåben, herunder knojern, totenschlægere, gummiknipler og lignende.

## Våbenbekendtgørelsen
§ 14. Det er forbudt uden tilladelse fra politimesteren (politidirektøren) at erhverve, besidde, bære eller anvende: ... slag- eller stødvåben, herunder knojern, totenschlægere, gummiknipler og lignende, ...